# Маундсвил (Западна Вирџинија)
Маундсвил (енгл. Moundsville) град је у америчкој савезној држави Западна Вирџинија.

## Демографија
По попису из 2010. године број становника је 9.318, што је 680 (-6,8%) становника мање него 2000. године.
| Група             | 2000.         | 2010.         |
| Белци             | 9.707 (97,1%) | 9.015 (96,7%) |
| Афроамериканци    | 73 (0,7%)     | 79 (0,8%)     |
| Азијати           | 30 (0,3%)     | 35 (0,4%)     |
| Хиспаноамериканци | 116 (1,2%)    | 105 (1,1%)    |
| Укупно            | 9.998         | 9.318         |